# Museo Nacional de Arte Moderno de Tokio

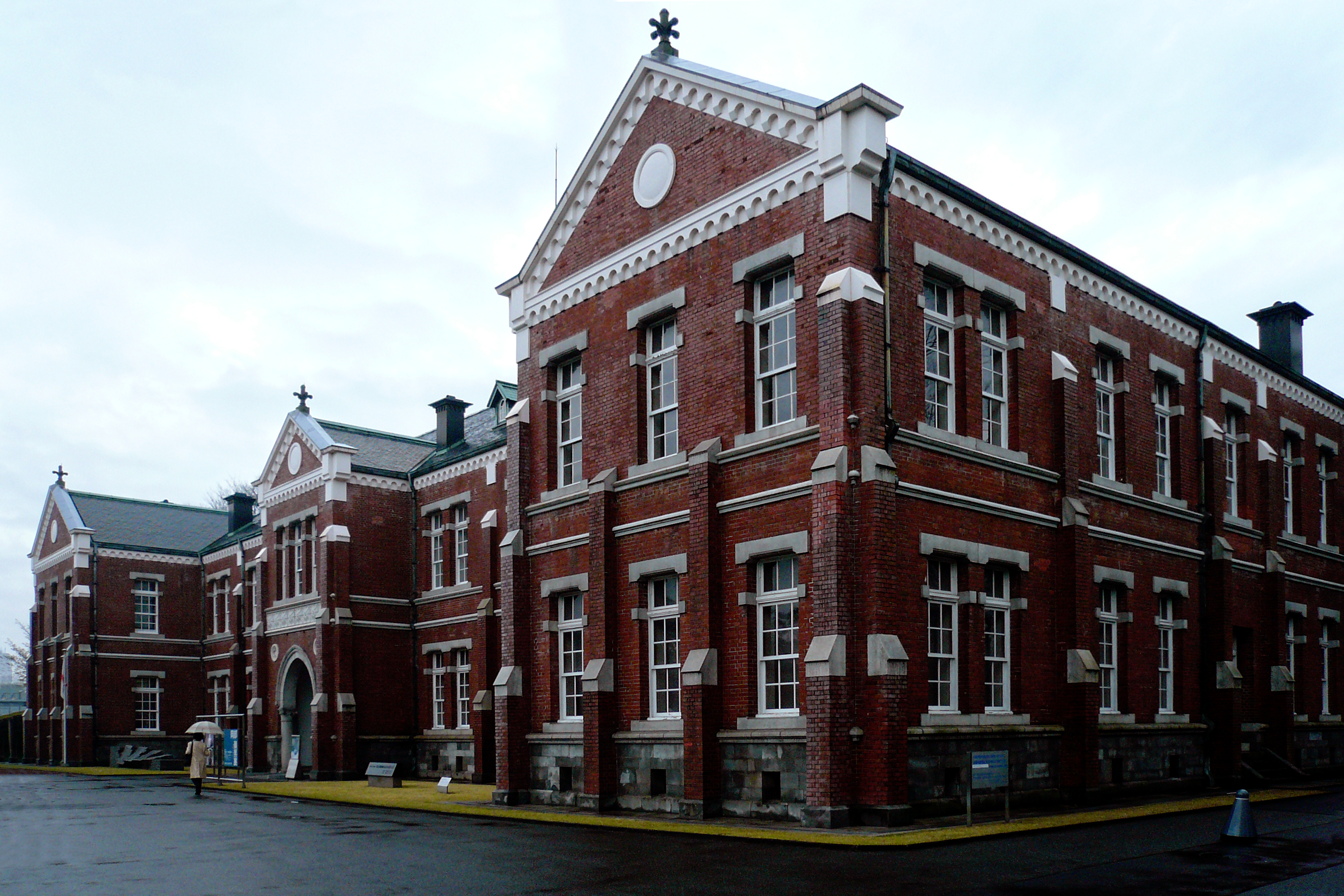
Otra sede del museo

El Museo Nacional de Arte Moderno de Tokio (東京国立近代美術館 Tōkyō Kokuritsu Kindai Bijutsukan?) es un museo de Japón, conocido por tener una de las principales colecciones y exhibiciones de arte moderno japonés. Además del nombre oficial, se le conoce por el acrónimo inglés «MOMAT» (National Museum of Modern Art, Tokyo). El museo también es famoso por sus colecciones de arte del siglo XX, las cuales incluyen tanto a autores de Nihonga como a autores de trabajos de estilo occidental.

## Historia
El Museo Nacional de Arte Moderno de Tokio fue el primer museo nacional de arte que se inauguró en Japón, y sus orígenes datan de 1952, cuando fue establecido como una institución administrada por el Ministerio de Educación. La sede original se encontraba situada en el distrito Kyōbashi de Tokio, aunque posteriormente se trasladó al parque Kitanomaru —distrito de Chiyoda—, sede que sigue manteniendo en la actualidad. El edificio principal es obra del arquitecto japonés Kunio Maekawa. En dos ocasiones posteriores se compraron locales vecinos para ampliar aún más el espacio del museo. Las obras más recientes corresponden a los trabajos de rediseño de Yoshiro Taniguchi —padre de Yoshio Taniguchi, arquitecto que diseñó la extensión del MOMA en Nueva York—. 
En 1963 un anexo del MOMAT fue inaugurado en Kioto, aunque en 1967 fue reestructurado y renombrado como Museo Nacional de Arte Moderno de Kioto.

## Colecciones
Entre las colecciones del museo se incluyen obras de conocidos artistas japoneses contemporáneos —desde el periodo Meiji—, aunque también de unos pocos artistas contemporáneos de Occidente. En los primeros años del siglo XX, Matsukata Kojiro coleccionó numerosos grabados de madera ukiyo-e que se habían ido esparciendo a lo largo del mundo. Se cree que la exposición celebrada en 1925 de los grabados japoneses que Mtsukata fue recolectando en el extranjero fue la primera de su tipo en Japón. En la actualidad el museo tiene unos 8.000 grabados ukiyo-e procedentes de la colección Matsukata, que se encuentran conservados en sus instalaciones.